# Pražská městská strana PRAHA SOBĚ
Pražská městská strana PRAHA SOBĚ, do roku 2024 jako Podporujeme občanskou kandidátku PRAHA SOBĚ (dříve 5 % pro vzdělávání) je česká politická strana zaměřená především na zlepšení vzdělání. Oficiálně byla zaregistrována 3. května 2017. Vychází ze sdružení nezávislých kandidátů Praha sobě.

## Účast ve volbách

### Volby do Poslanecké sněmovny Parlamentu České republiky 2017
Strana v roce 2017 spolupracovala s Českou pirátskou stranou, kdy vybraní kandidáti 5 % pro vzdělávání kandidovali na třech kandidátních listinách Pirátů do sněmovních voleb v roce 2017. Nikdo z kandidátů 5 % pro vzdělávání však nebyl zvolen.

### Volby do Zastupitelstva hlavního města Prahy

#### 2018
Ve volbách do Zastupitelstva hlavního města Prahy v roce 2018 strana nekandidovala a podpořila sdružení nezávislých kandidátů Praha sobě. Svou podporu jim strana vyjádřila např. tak, že si 12. července 2018 změnila svůj název na Podporujeme občanskou kandidátku PRAHA SOBĚ.

#### 2022
Protože se sdružení Praha sobě nepodařilo nasbírat dostatečný počet podpisů, aby se mohlo účastnit voleb do Zastupitelstva hlavního města Prahy v roce 2022 pouze jako sdružení nezávislých kandidátů, muselo v těchto volbách kandidovat jako sdružení nezávislých kandidátů a této politické strany.